# 四大天王

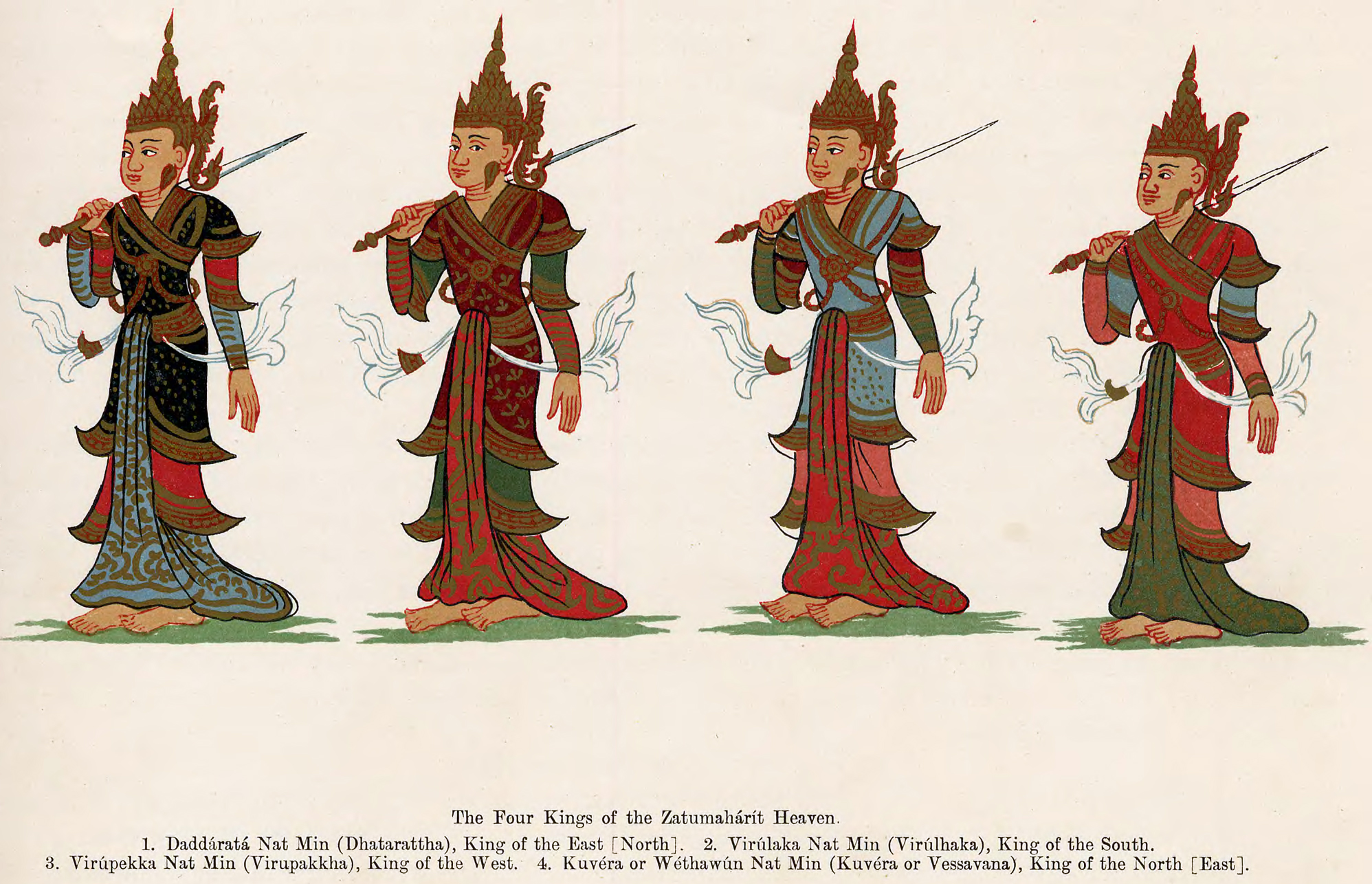
缅甸的四大天王像

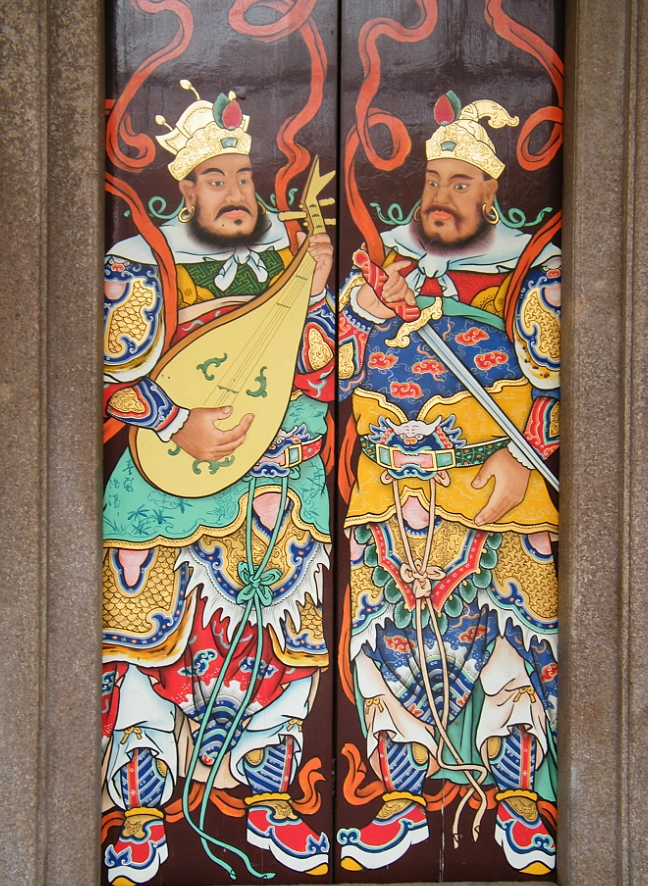
汕头市存心善堂以东方持国天王（左侧）、南方增长天王（右侧）作为门神形象

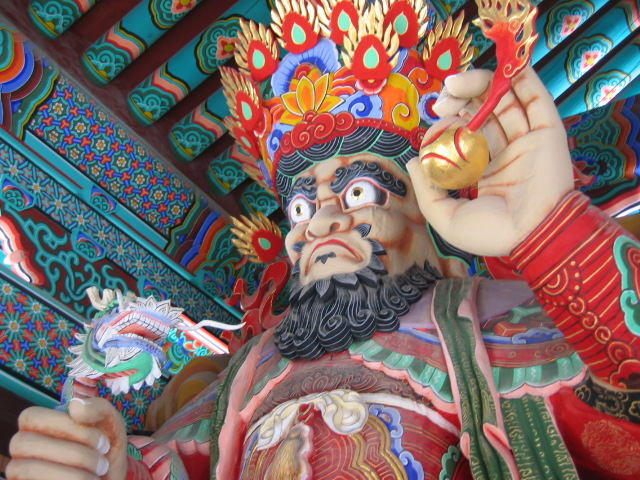
韓國寺廟裡的西方廣目天王

四大天王或四天王（Caturmahārājakayikas），又稱護世四天王或稱四大金剛，是佛教中的護法神，二十諸天中的四位天神，位於天界第一重天。
四天王天，又叫四大天王天、四王天、四大王众天等。根据佛教经典，須彌山腹有一山，名犍陀羅山（犍陀罗义爲香行、香遍），有四山頭，各住一山各護一天下（四大部洲，即東勝神洲、南瞻部洲、西牛賀洲、北俱蘆洲），故又稱護世四天王（लोकपाल，lokapala，义爲“世护”、“方位护法”） ，是六欲天之第一重。该天与一大世界的日、月等平面，日月星宿上又有日月星宿天，在其下有坚手天、持鬘天、常放逸天，是四天王部署多福鬼所居，故也算在四天王天中。
祂们的神像通常分列在蓮宗與禪宗佛寺的第一重殿兩側，因此又稱天王殿。

## 介绍
四大天王分別是：
- 東方持國天王：“持國”意為慈悲為懷，保護眾生，護持國土。住須彌山白銀埵，身為白色，穿甲胄，印度式造像，手持寶刀，在漢傳佛教形象，手持琵琶或阮琴 ，有兩義：一、弦樂器鬆緊要適中，太緊則易斷，太鬆則聲不響，表行中道之法[1]；二、是主樂神，表明他要用音樂來使眾生皈依佛教。他負責守護東勝神洲，以乾闥婆、緊那羅、富單那、毗舍闍等為部眾（多是八部众中的音乐神），是二十諸天中的第四天王。漢地認為祂手持的琵琶代表『風調雨順』中的『調』。
- 南方增長天王：“增長”意為能傳令眾生，增長善根，護持佛法。住須彌山琉璃埵，身為青色，穿甲冑，印度式造像，手持戟，在漢傳佛教形象，手握寶劍，有兩義：一、寶劍象徵智慧，慧劍斬煩惱[1]；二、為的是保護佛法，不受侵犯。他負責守護南瞻部洲，以鳩盤茶、薜荔多等為部眾，是二十諸天中的第五天王。漢地認為祂手持的劍，即「劍鋒」，代表『風調雨順』中的『風』。
- 西方廣目天王：“廣目”意為能以淨天眼隨時觀察世界，護持人民。住須彌山水晶埵，身為紅色，穿甲冑，印度式造像，手持書與筆，在漢傳佛教形象，手纏一條龍或蛇，有兩義：一、表世間多變之意，二、是龍神的首領。另一手上拿著寶珠，表內心不變之意[1]。他負責守護西牛貨洲，以龍王等為部眾，是二十諸天中的第六天王。漢地認為祂手持的龍代表『風調雨順』中的『順』。
- 北方多聞天王：又名毗沙門，“多聞”意為頗精通佛法，以福、德聞於四方。住須彌山黃金埵，身為綠色，穿甲冑，印度式造像，右手托寶塔，左手持三叉戟，在漢傳佛教形象，左手臥銀鼠，右持寶傘（或作寶幡），有兩義：一：傘蓋代表要保護自己的內心不受外面環境染污[1]；二、用以遮蔽世間，避免邪神危害，以護持人民財富。又名施財天，是古印度的財神。他負責守護北俱蘆洲，以夜叉與羅剎為部眾，是二十諸天中的第三天王，也是四天王的首领。漢地認為祂手持的傘代表『風調雨順』中的『雨』。[2]

## 中國民間
中国有贴门神的习俗，四天王也常见于门神形象。

### 封神演義
神魔小說《封神演義》中，與此相關的角色為殷商軍鎮守佳夢關的四位將領，他們互為兄弟，被稱為魔家四將，姓名分別為魔禮青、魔禮紅、魔禮海、魔禮壽。在書中第四十回初亮相時，四人的法寶分別為青雲劍（另有一杆长枪或曰虎头枪）、混元傘（另有一把画戟）、碧玉琵琶（另有一根枪）、花狐貂（另有双鞭或曰双锏）。在第四十一回中，四人皆被西歧大將黃天化打死。:372-385
到了書末第九十九回姜子牙封神之際，四人皆列入「封神榜」上，受封為「四大天王」。其中魔禮青受封「增長天王」，掌青光寶劍（即青雲劍），職司「風」；魔禮紅受封「廣目天王」，掌混元珠傘，職司「調」；魔禮海受封「多聞天王」，掌碧玉琵琶，職司「雨」；魔禮壽受封「持國天王」，掌紫龍金花虎貂（即花狐貂），職司「順」。:982
| 象徵 | 佛教及傳統文化           | 小說《封神演義》內容     |
| ---- | ------------------------ | ------------------------ |
| 風   | （南方）增長天王／劍     | 增長天王（魔禮青）／劍   |
| 調   | （東方）持國天王／琵琶   | 廣目天王（魔禮紅）／傘   |
| 雨   | （北方）多聞天王／傘     | 多文天王（魔禮海）／琵琶 |
| 順   | （西方）廣目天王／蛇或龍 | 持國天王（魔禮壽）／貂   |

### 汉语文化
「四大天王」的称谓在汉语中常借来形容各領域的四人组合，如香港乐坛的「四大天王」。此种用法亦存在于東亞文化圈，如日本德川四天王等，详情可见四大天王 (消歧义)。

## 造像

北京妙应寺中的四大天王塑像
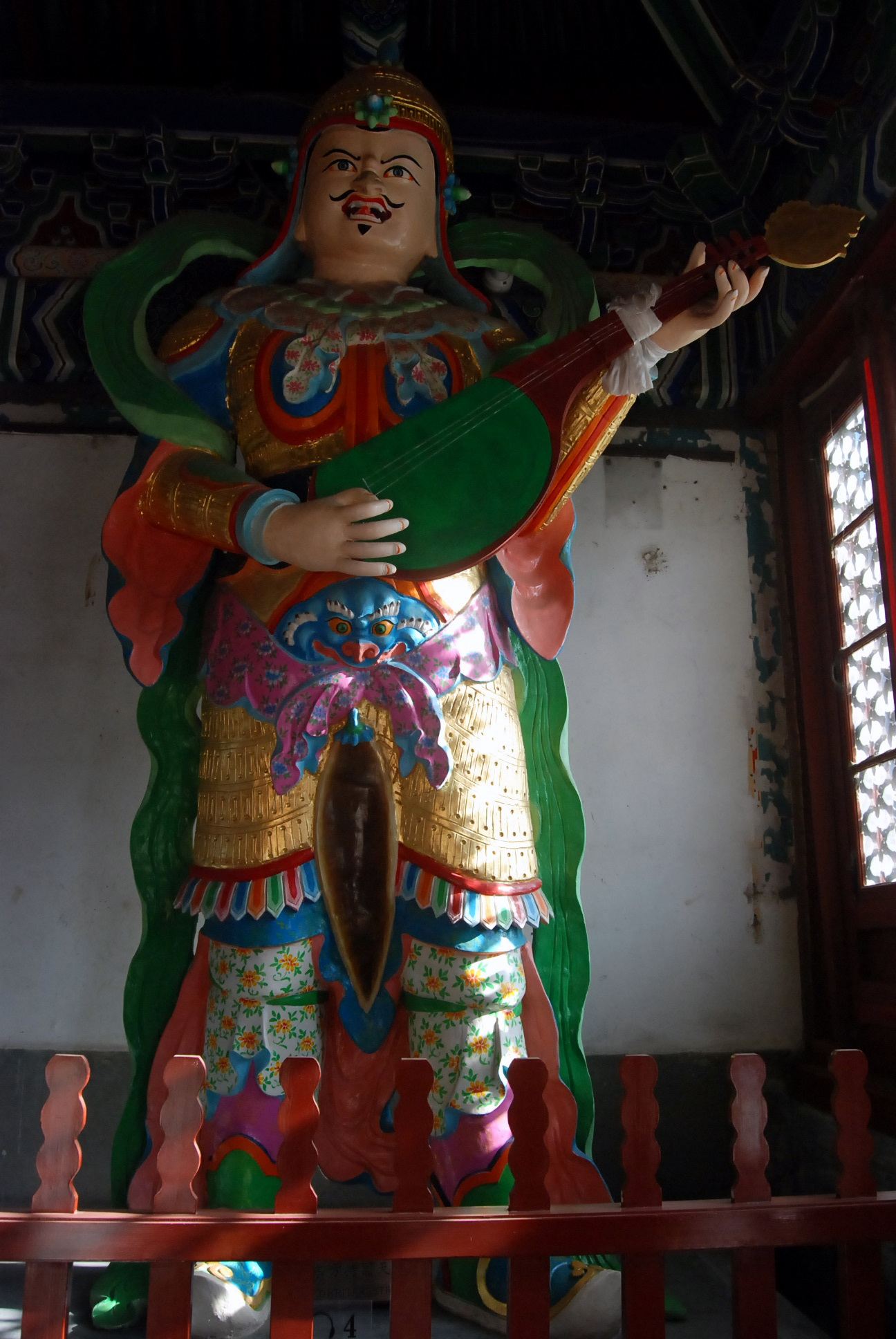
東方持國天王
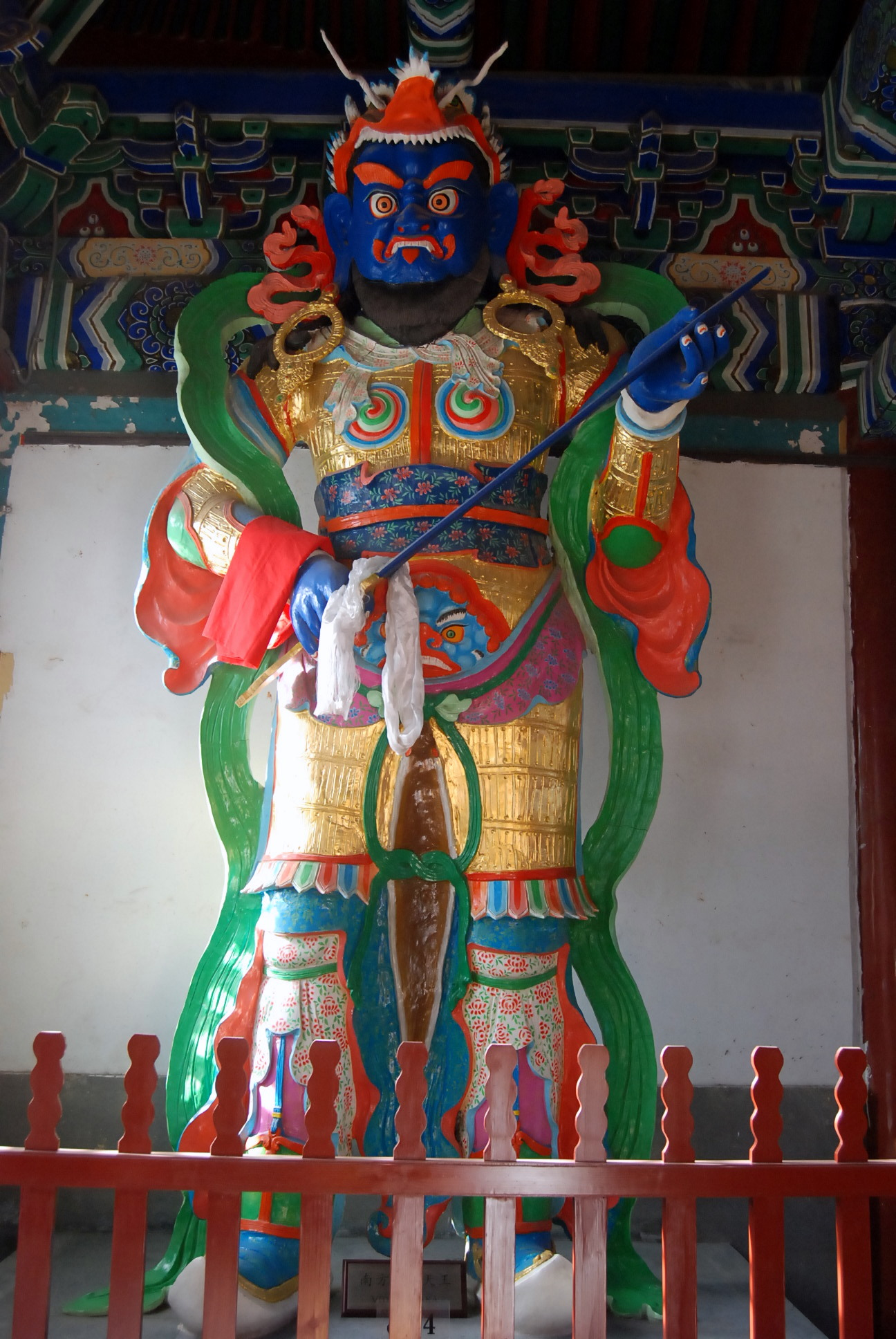
南方增長天王
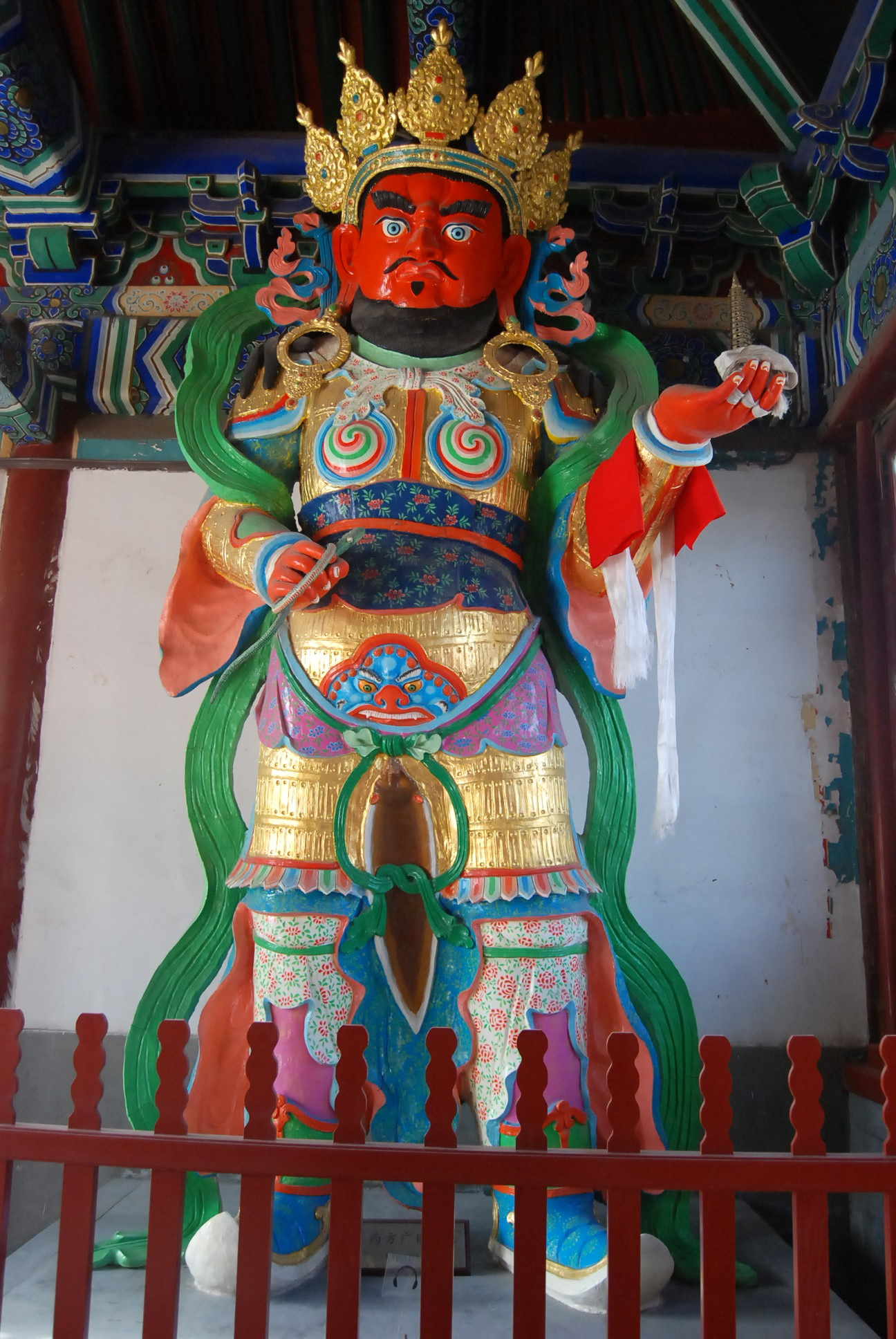
西方廣目天王
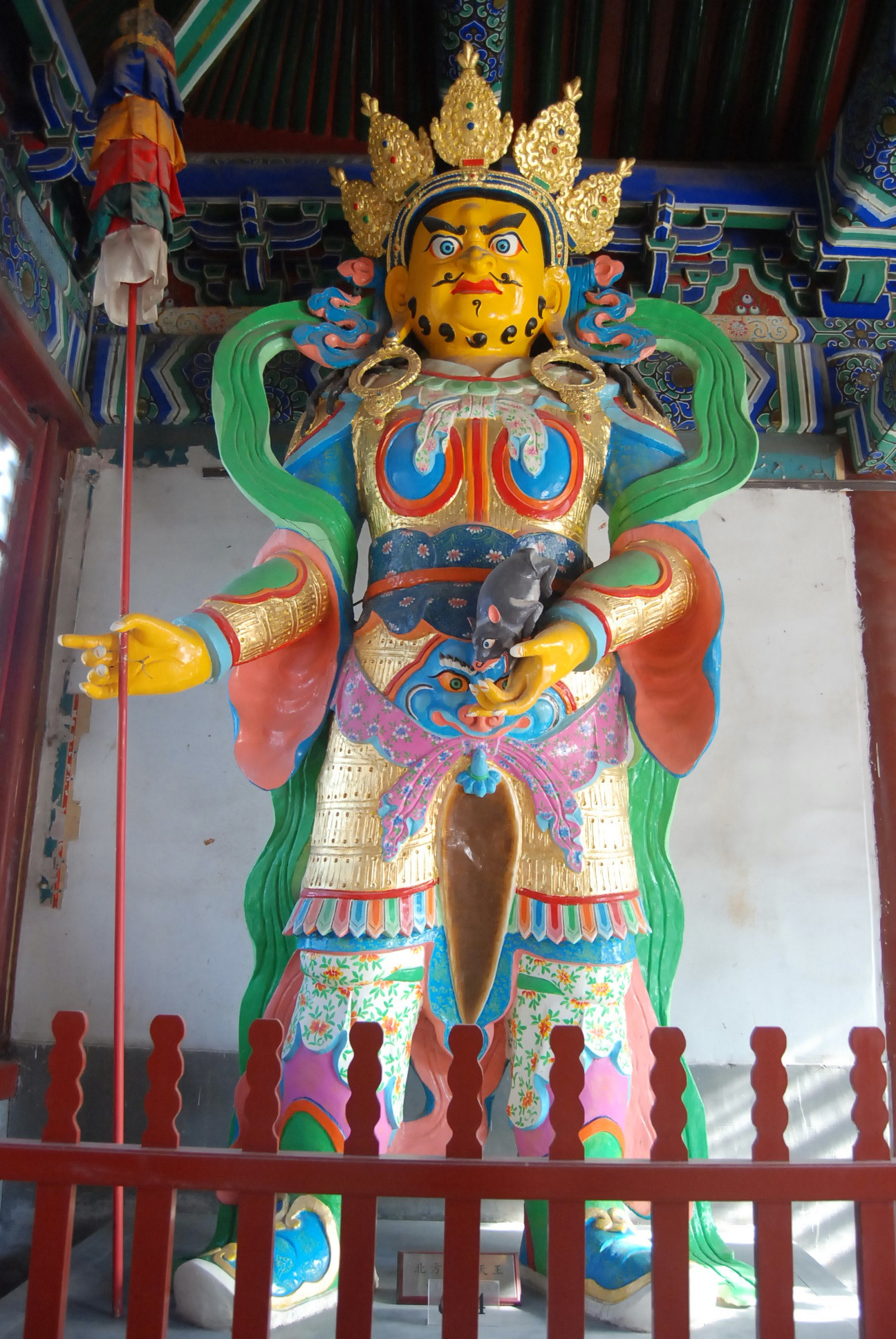
北方多聞天王

汕头青云禅寺中的四大天王塑像
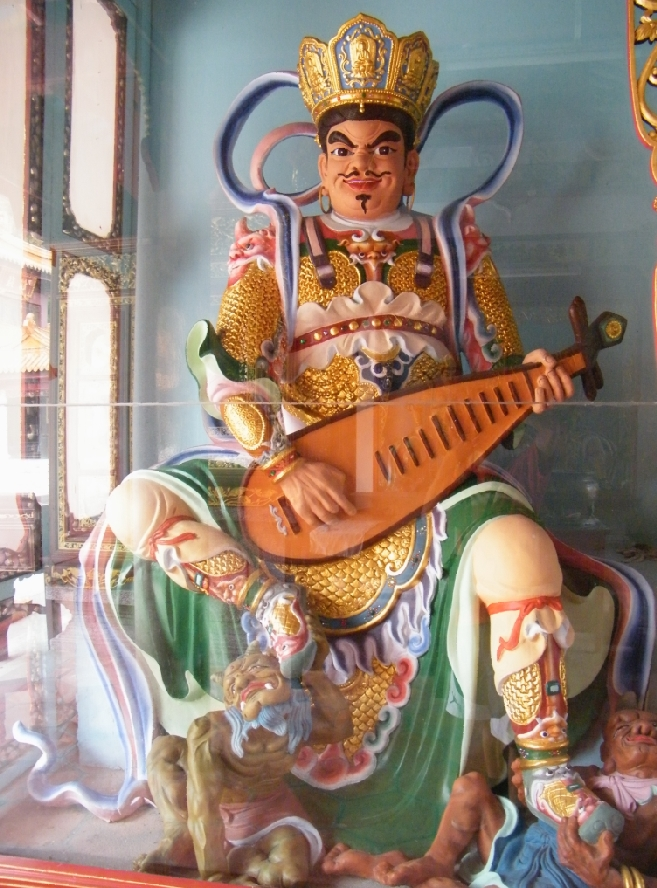
东方持国天王
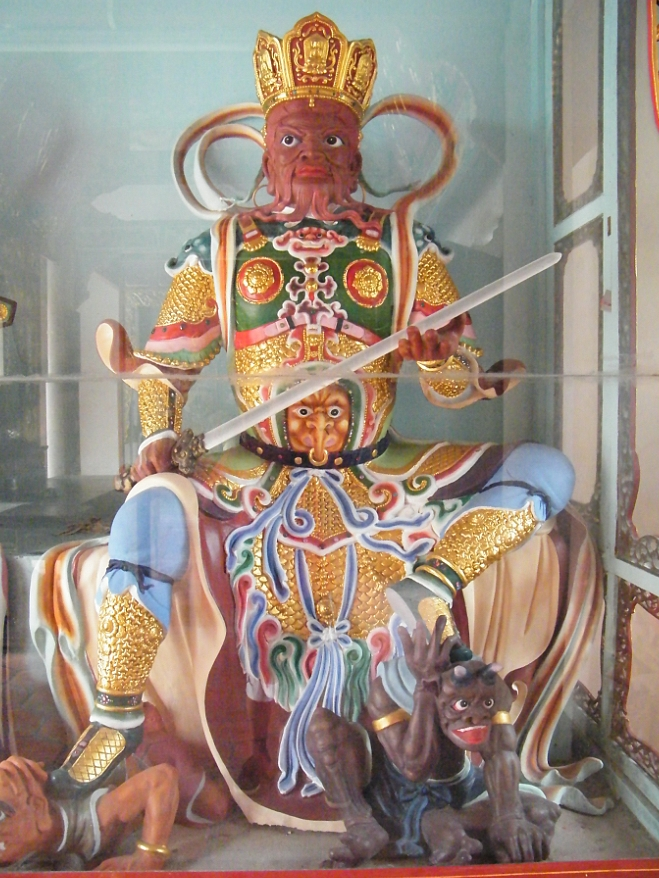
南方增长天王
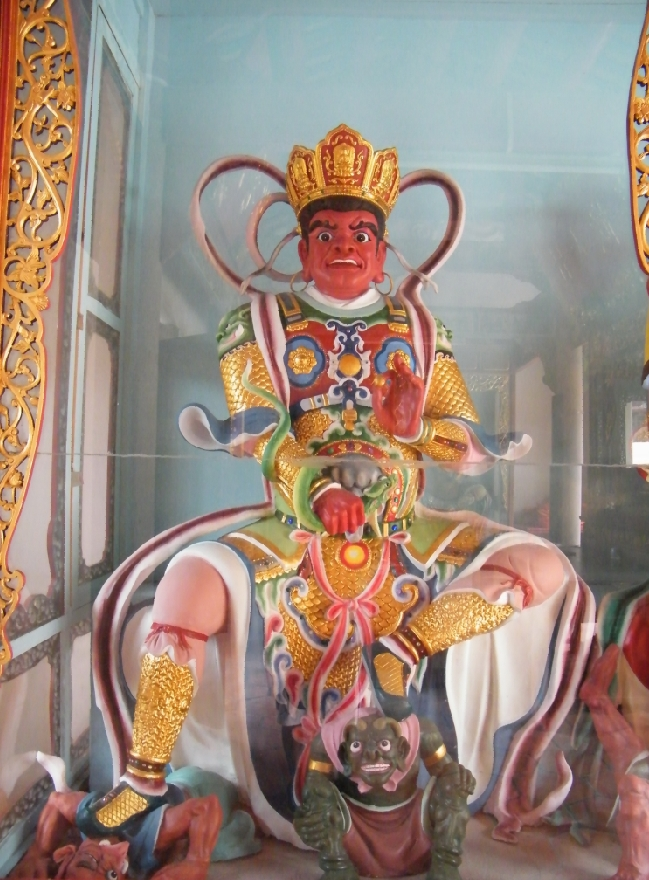
西方广目天王
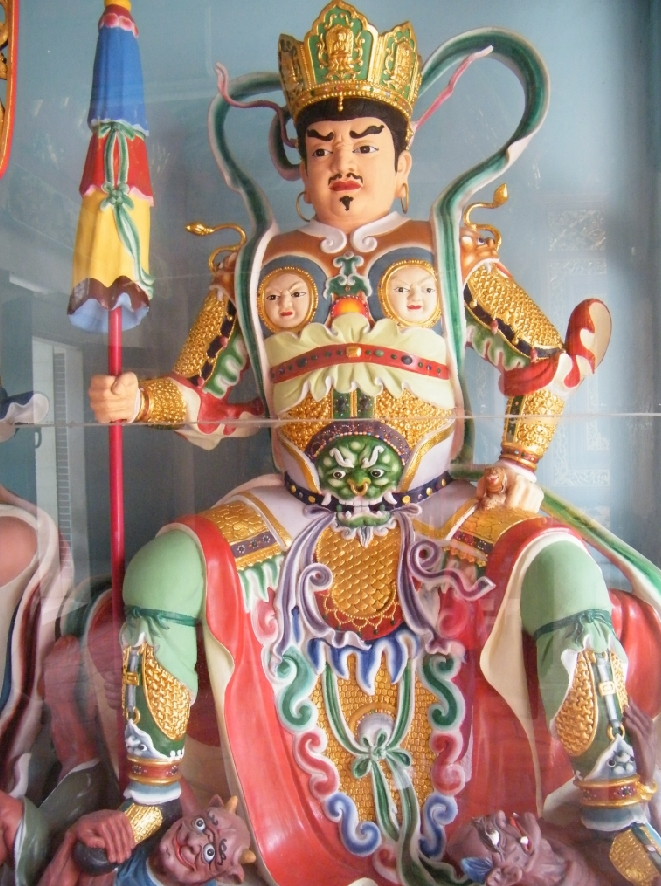
北方多闻天王

香港西方寺中的四大天王塑像
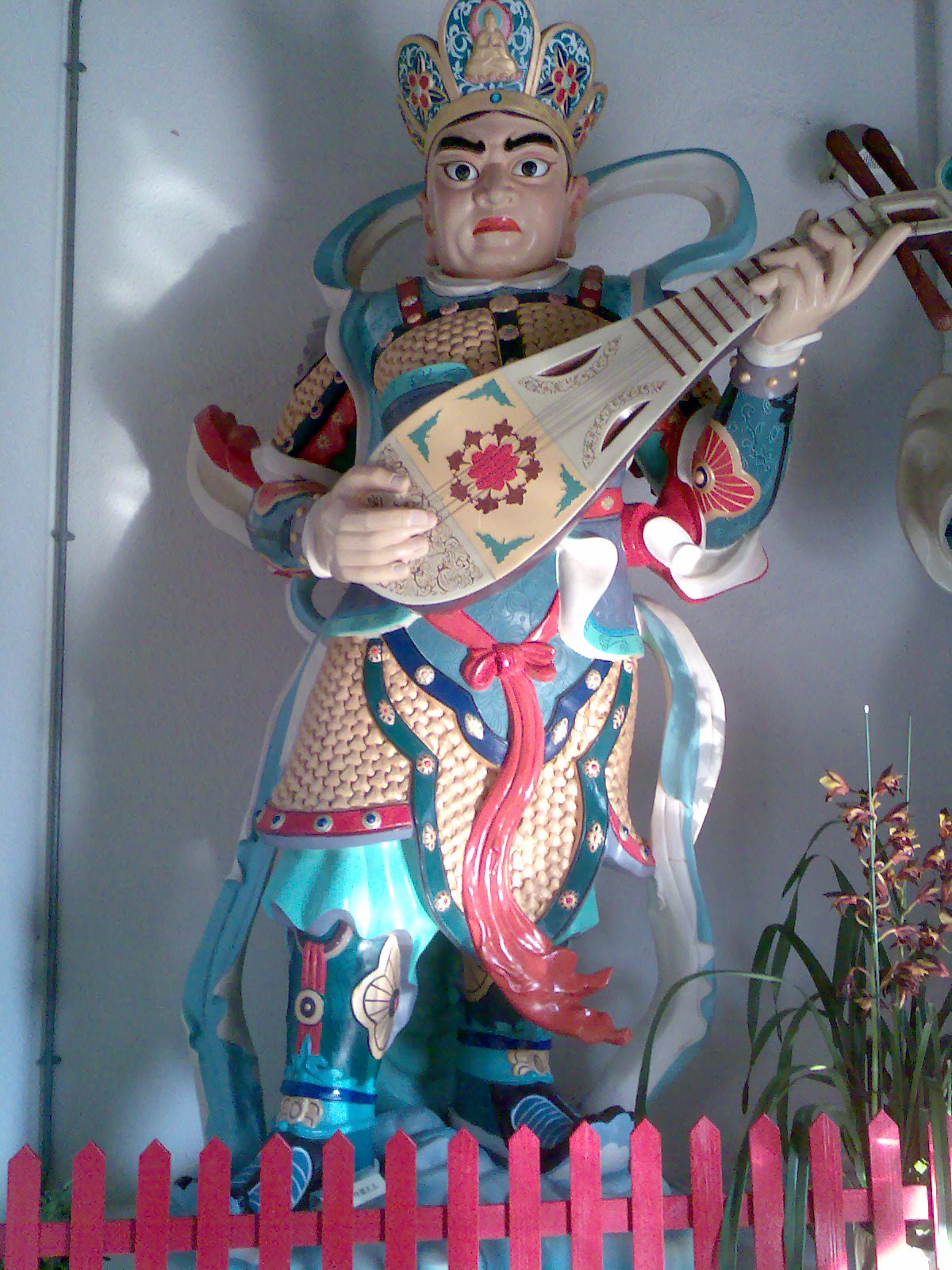
東方持國天王
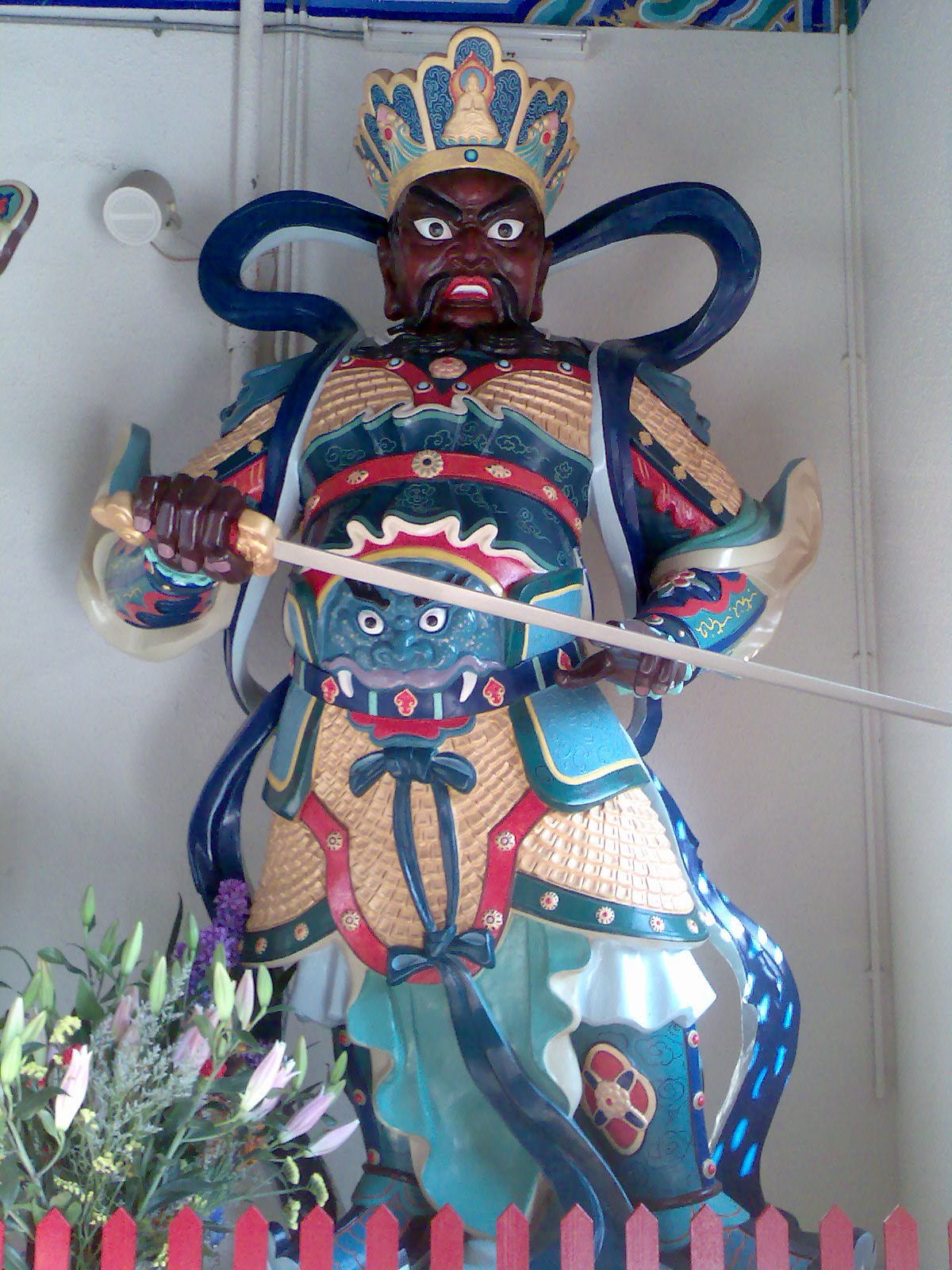
南方增長天王
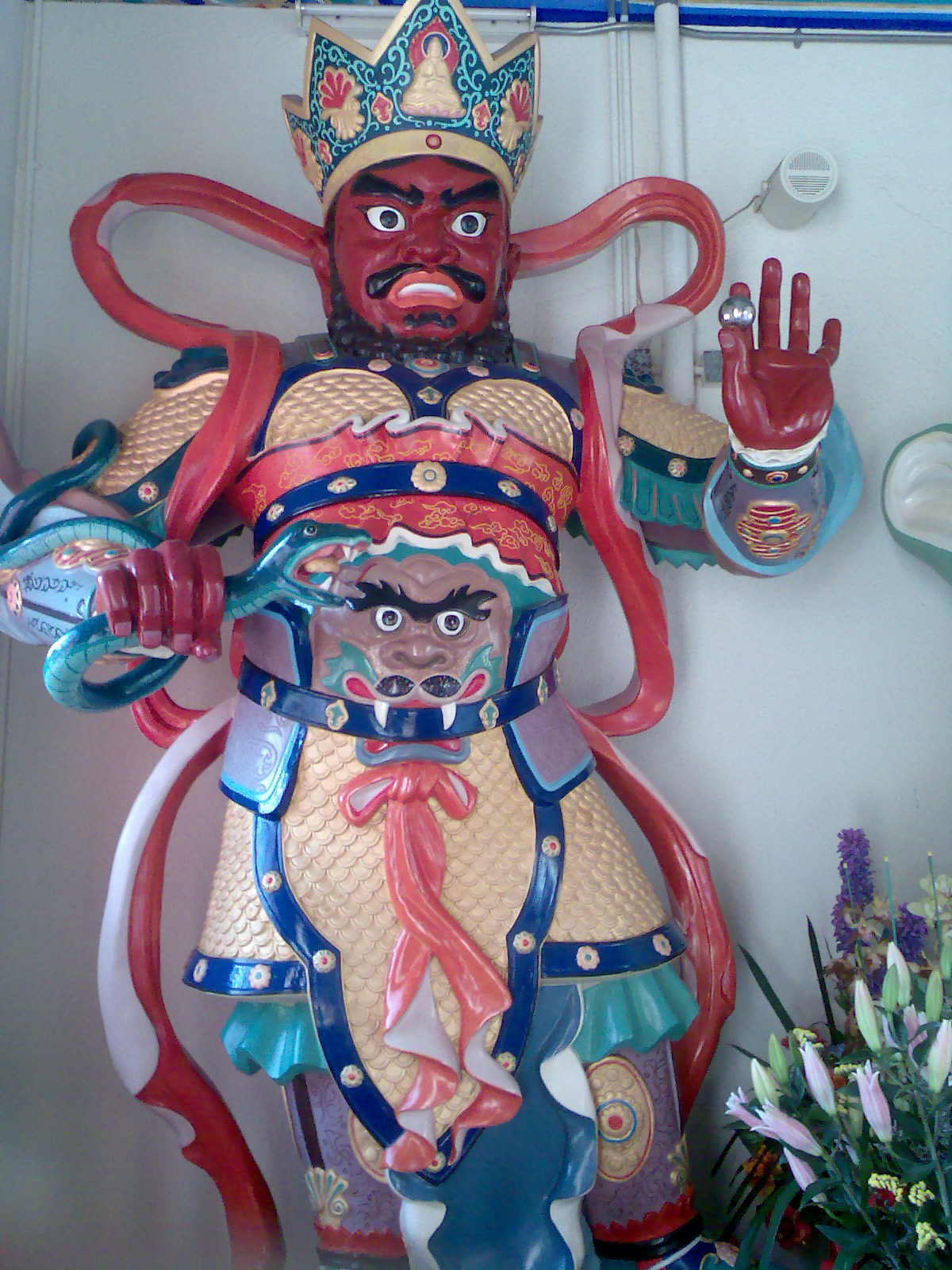
西方廣目天王
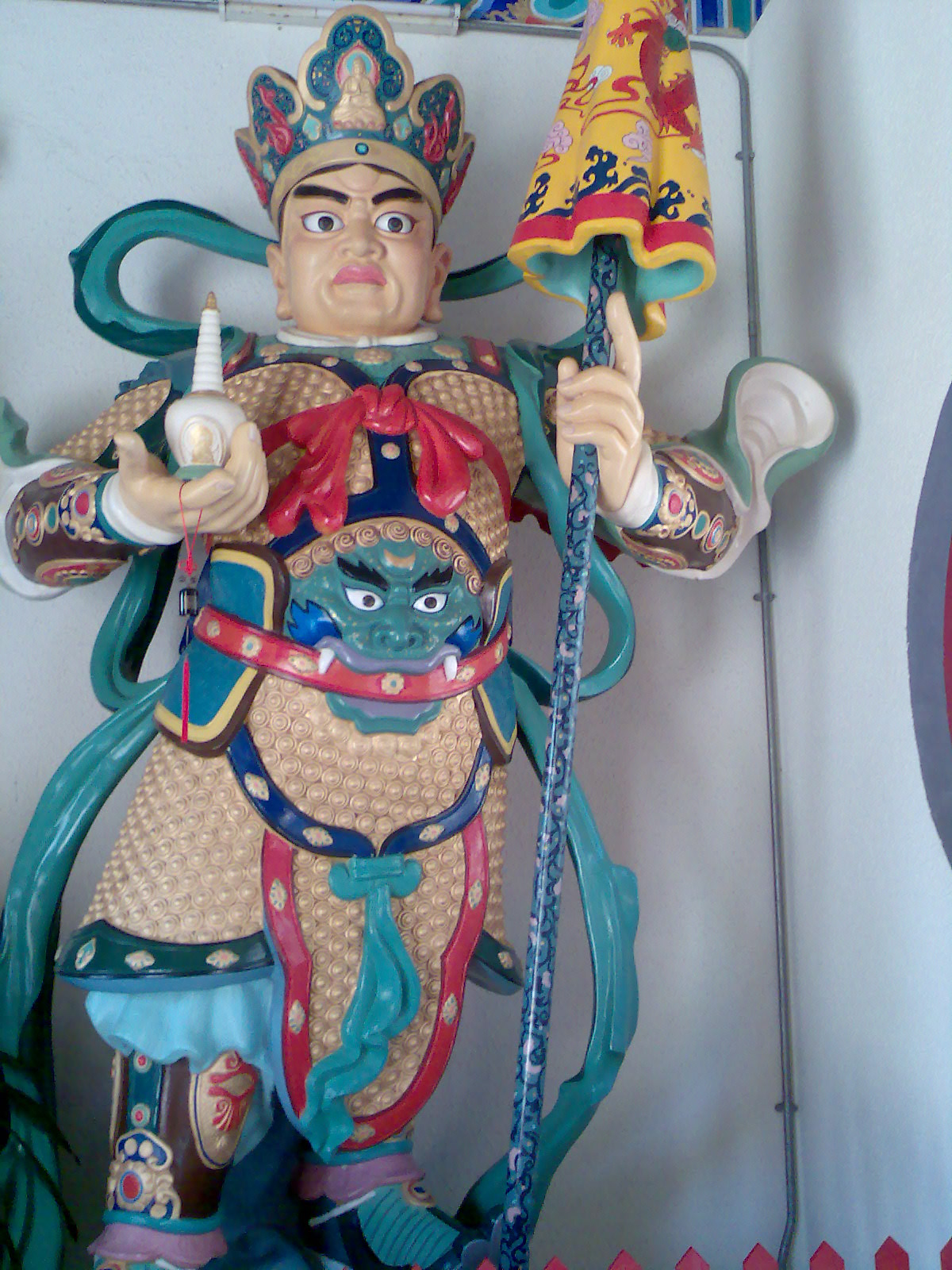
北方多聞天王

日本時光寺中的四天王塑像
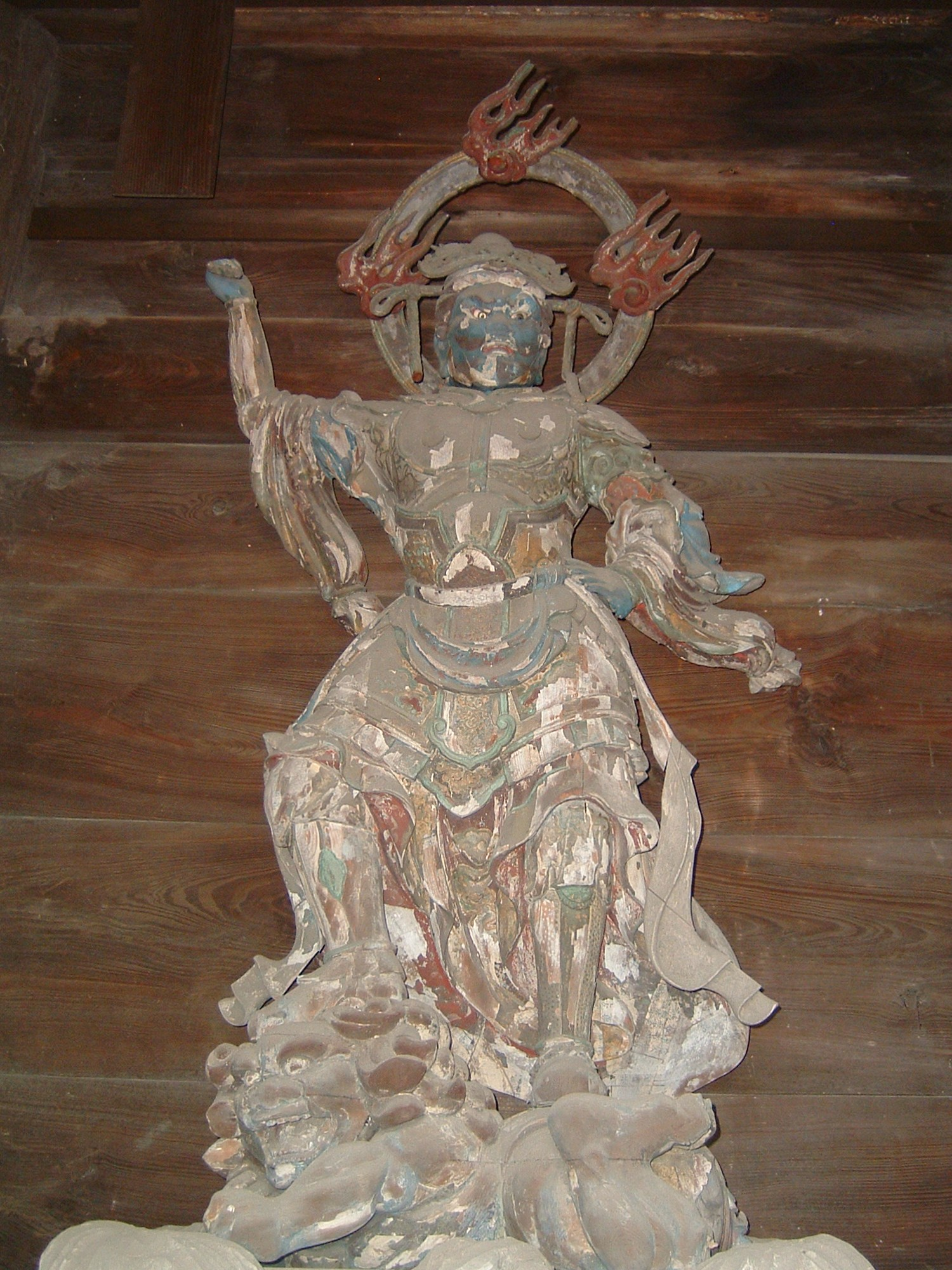
東方持國天王
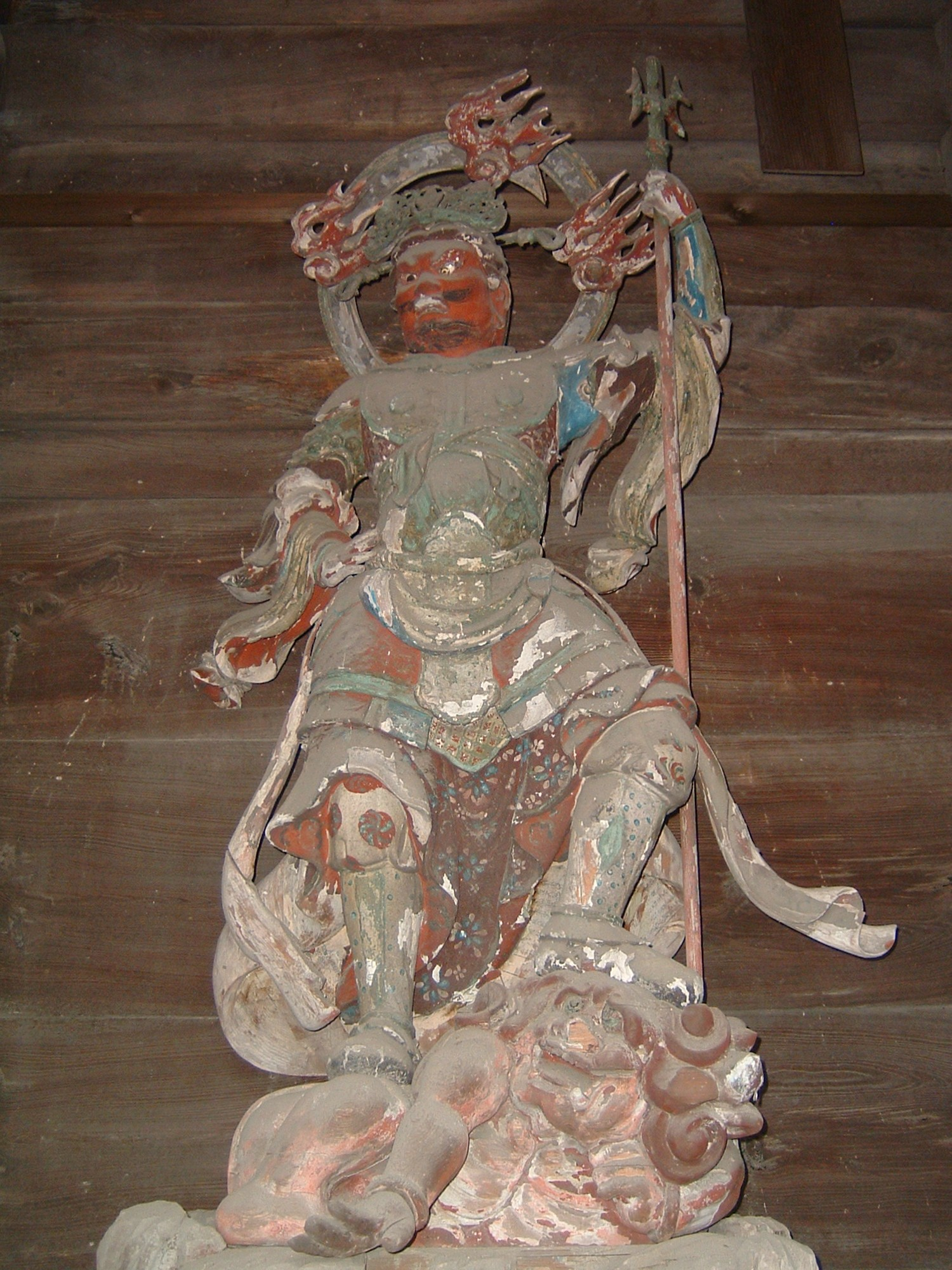
南方增長天王
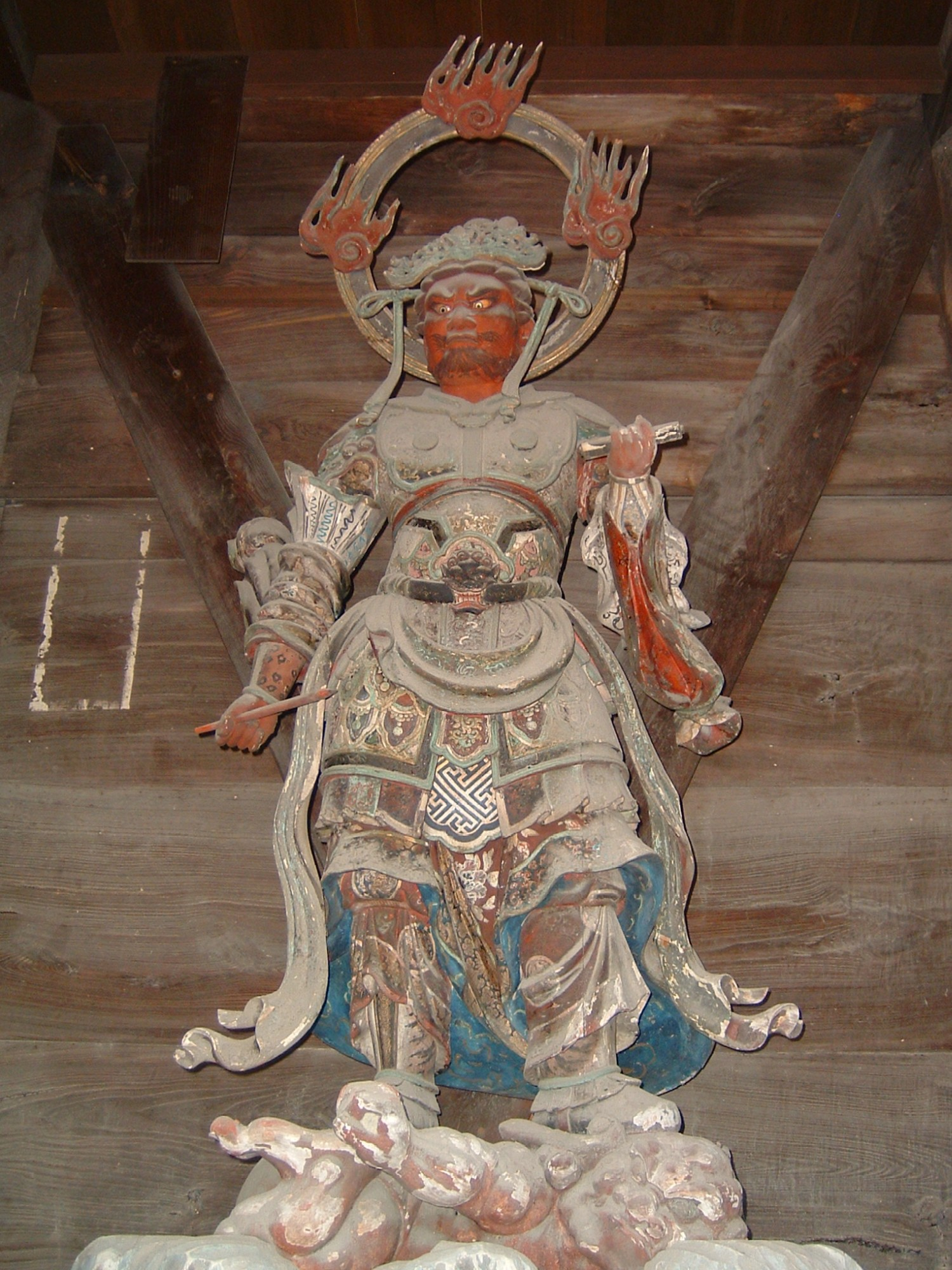
西方廣目天王
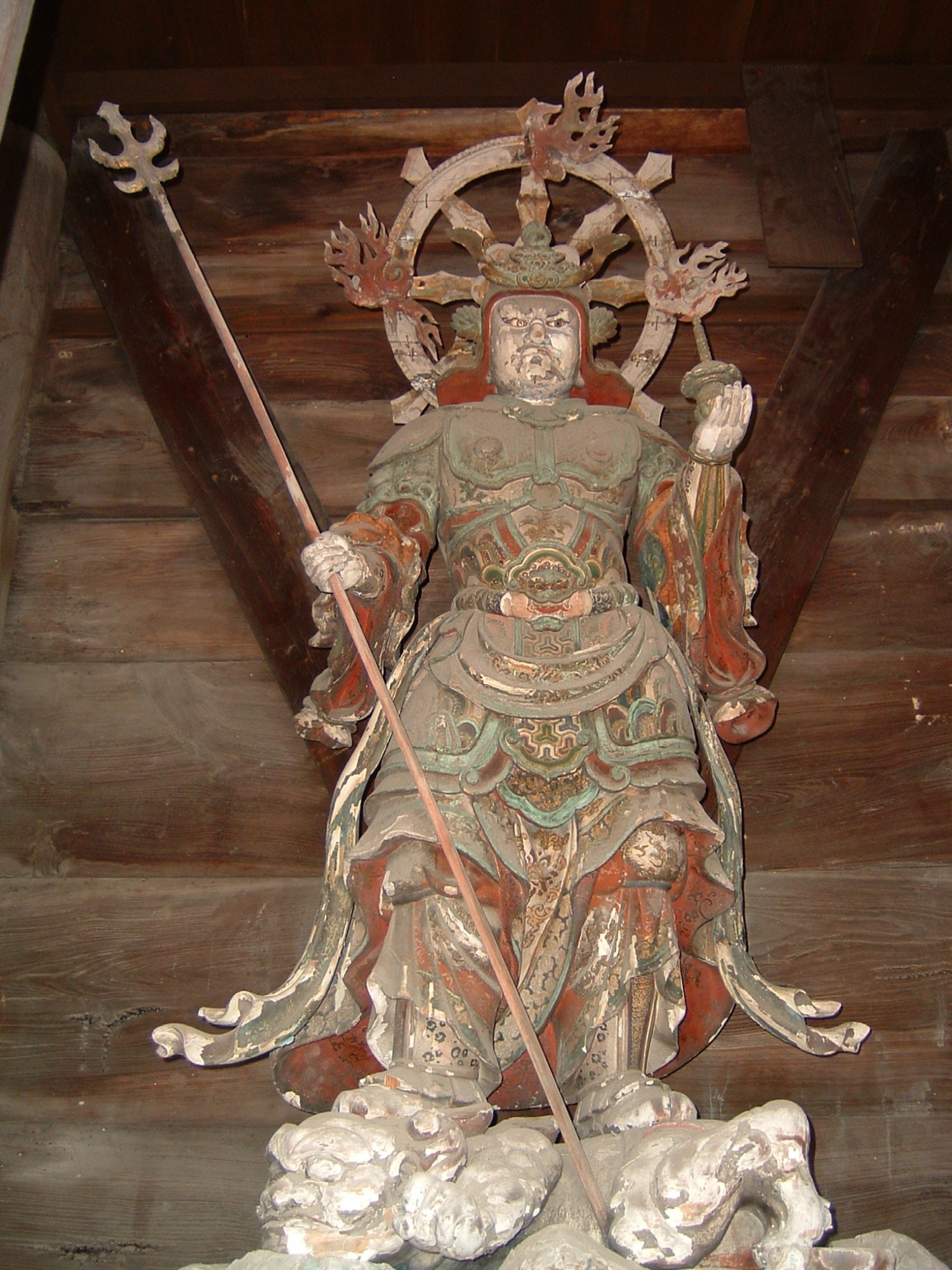
北方多聞天王

北京十方普觉寺中的四大天王塑像
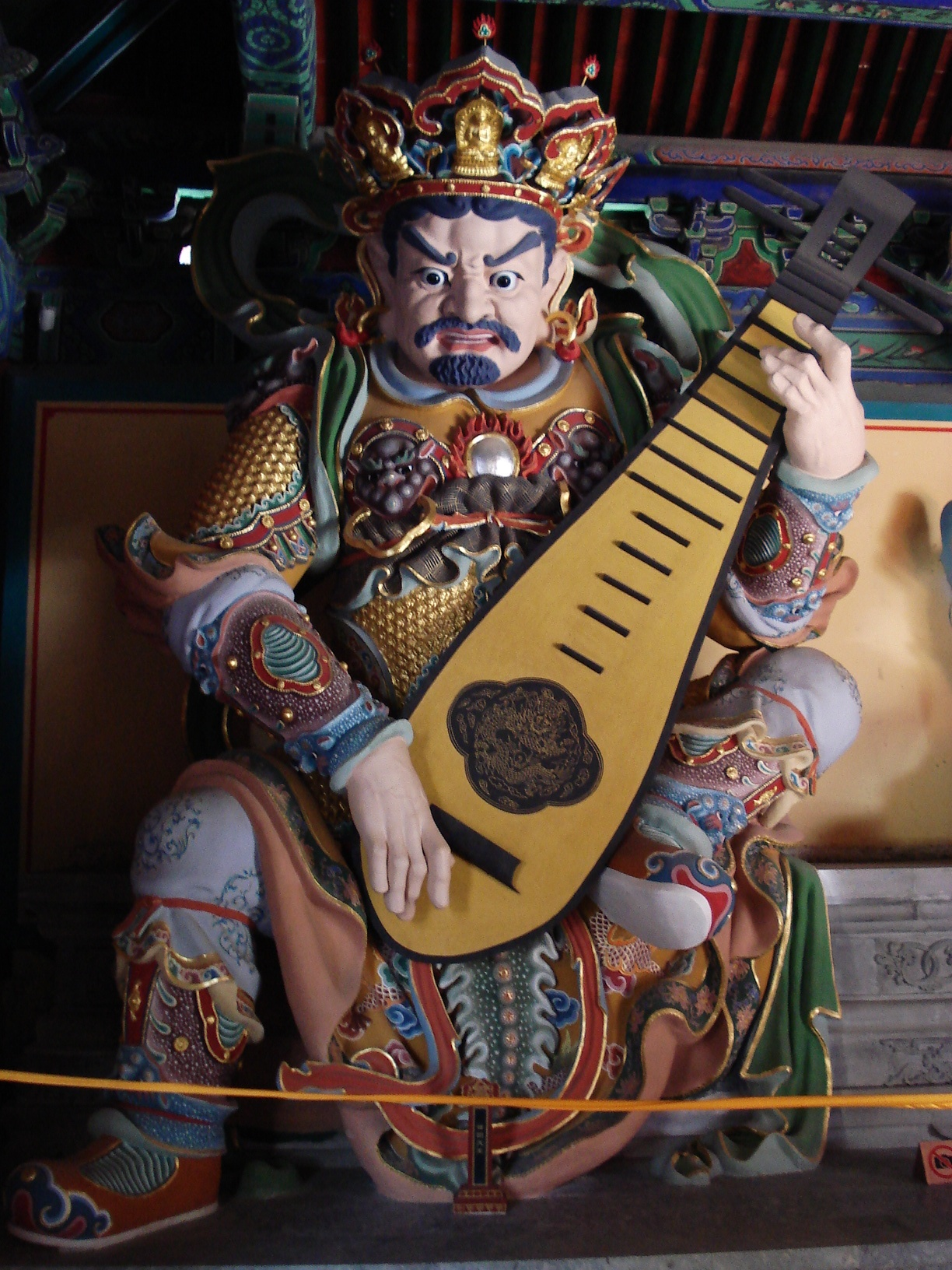
东方持国天王
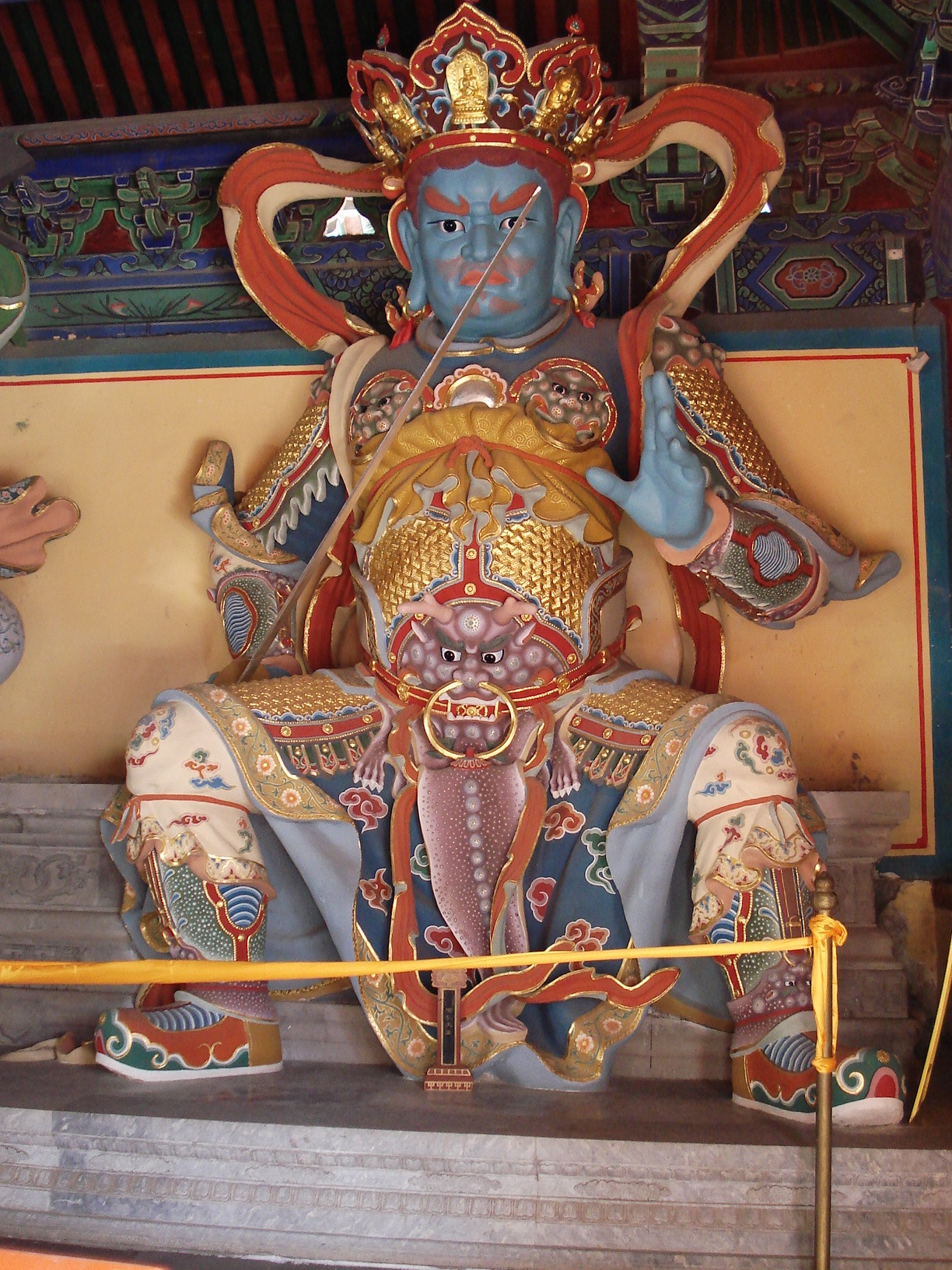
南方增长天王
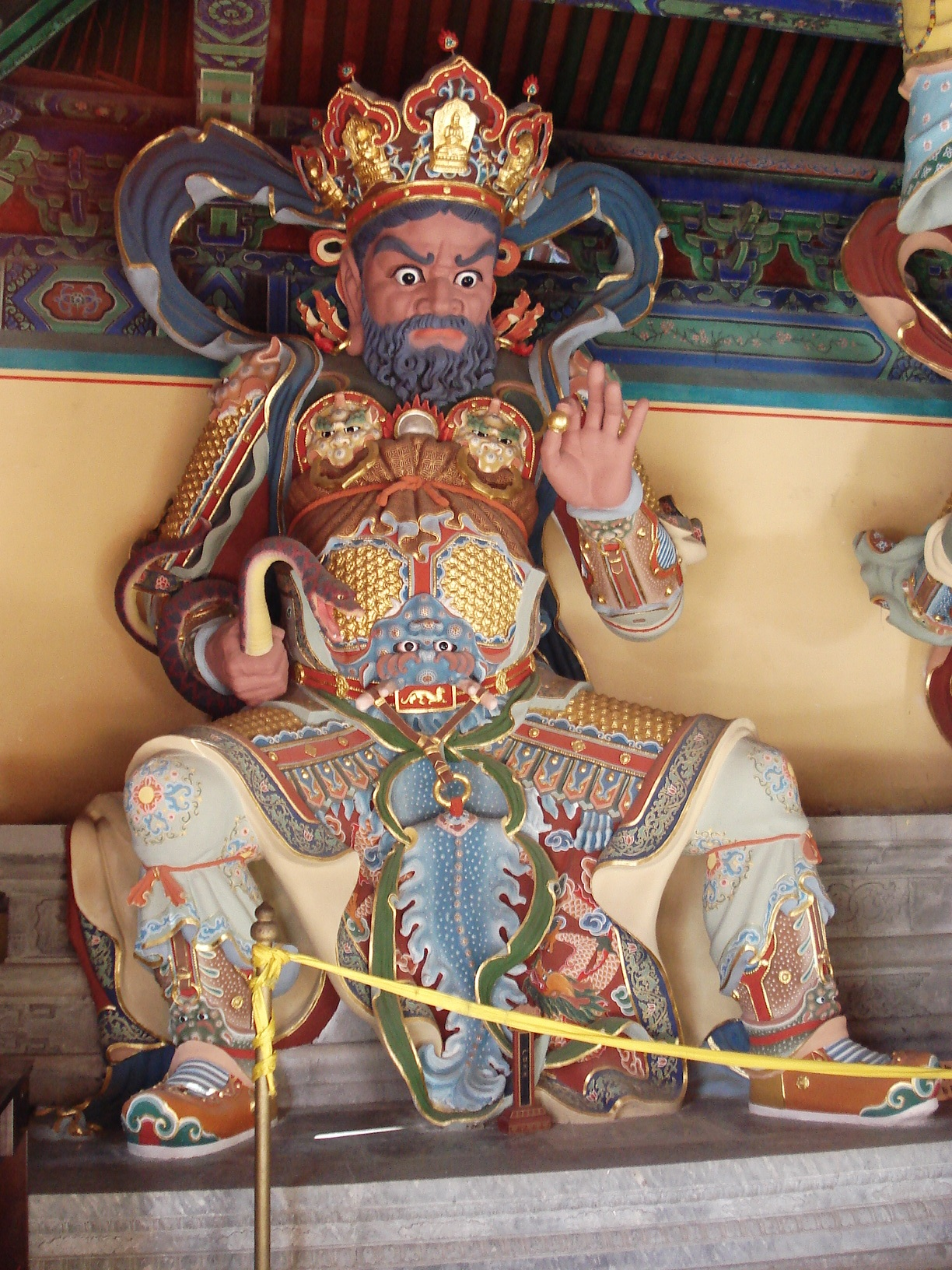
西方广目天王
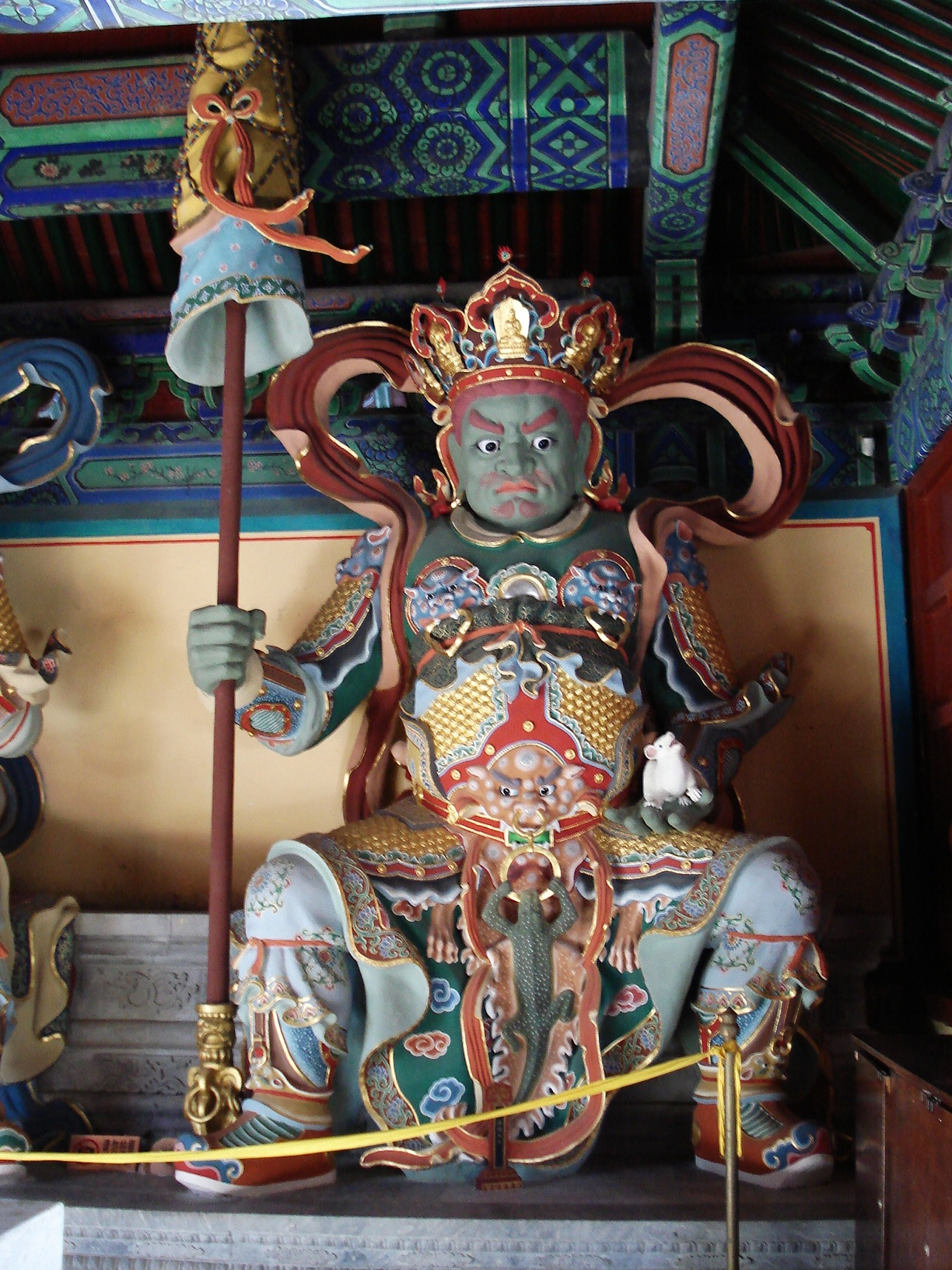
北方多闻天王

北京大觉寺中的四大天王塑像
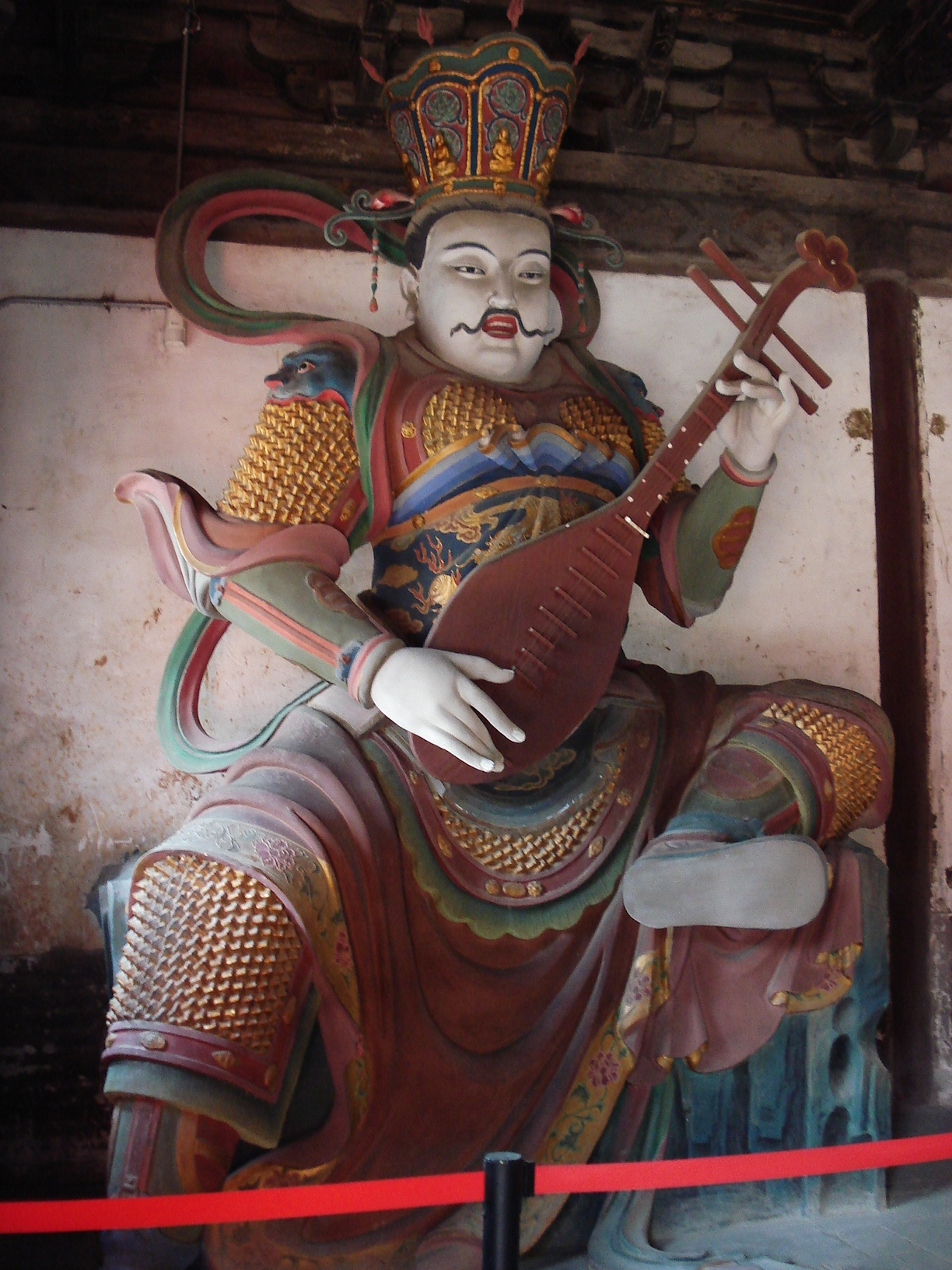
东方持国天王
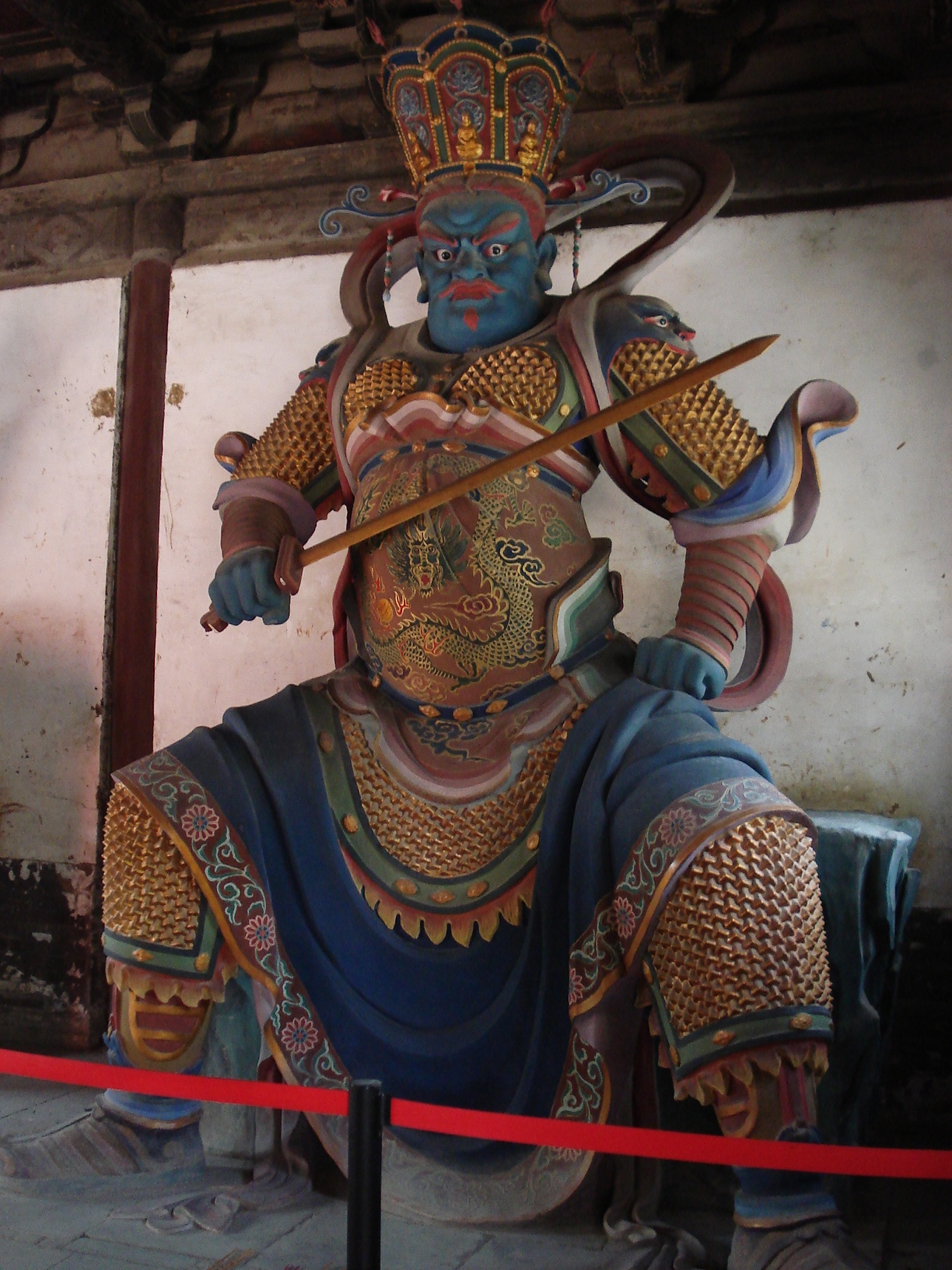
南方增长天王
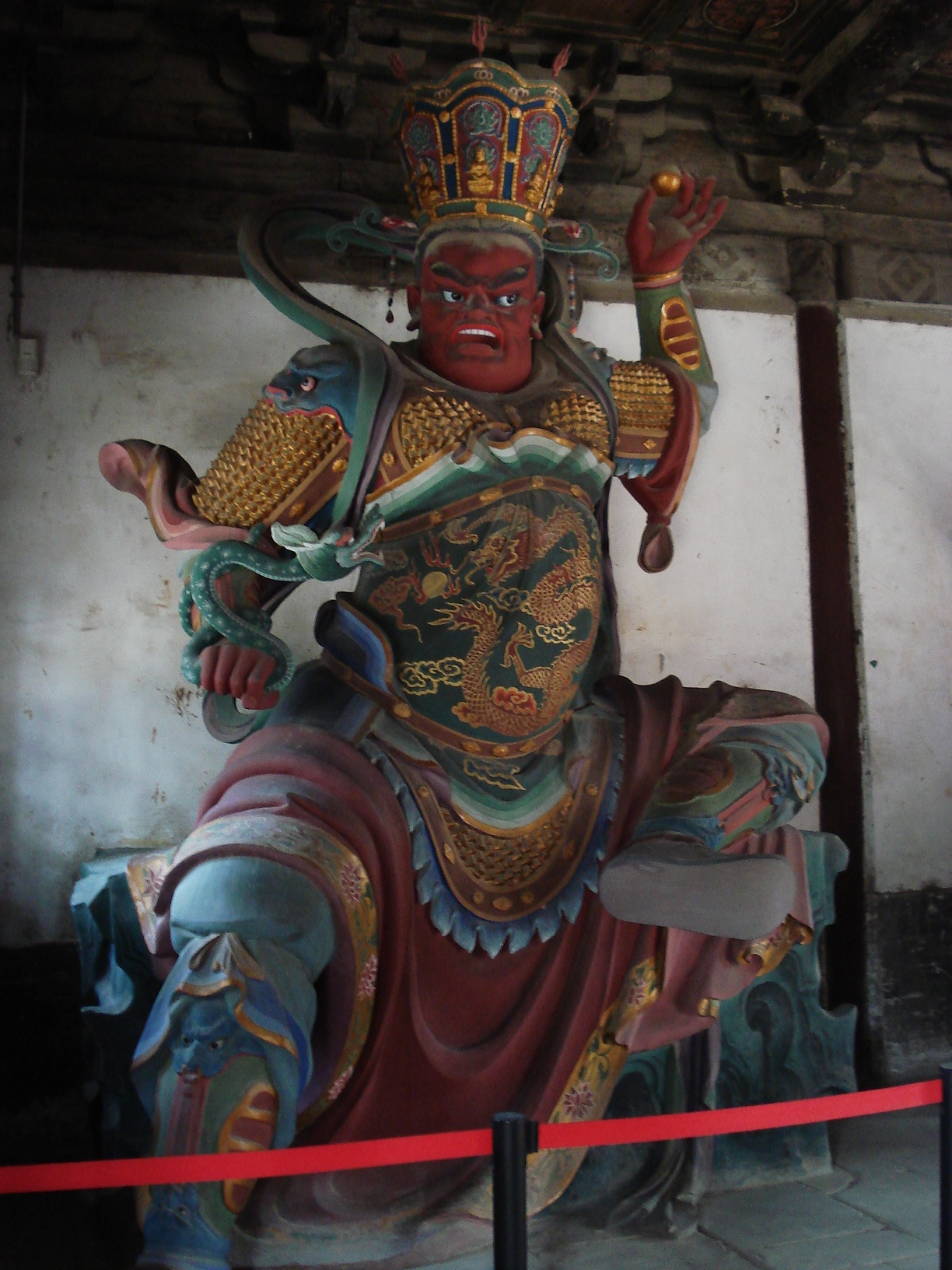
西方广目天王
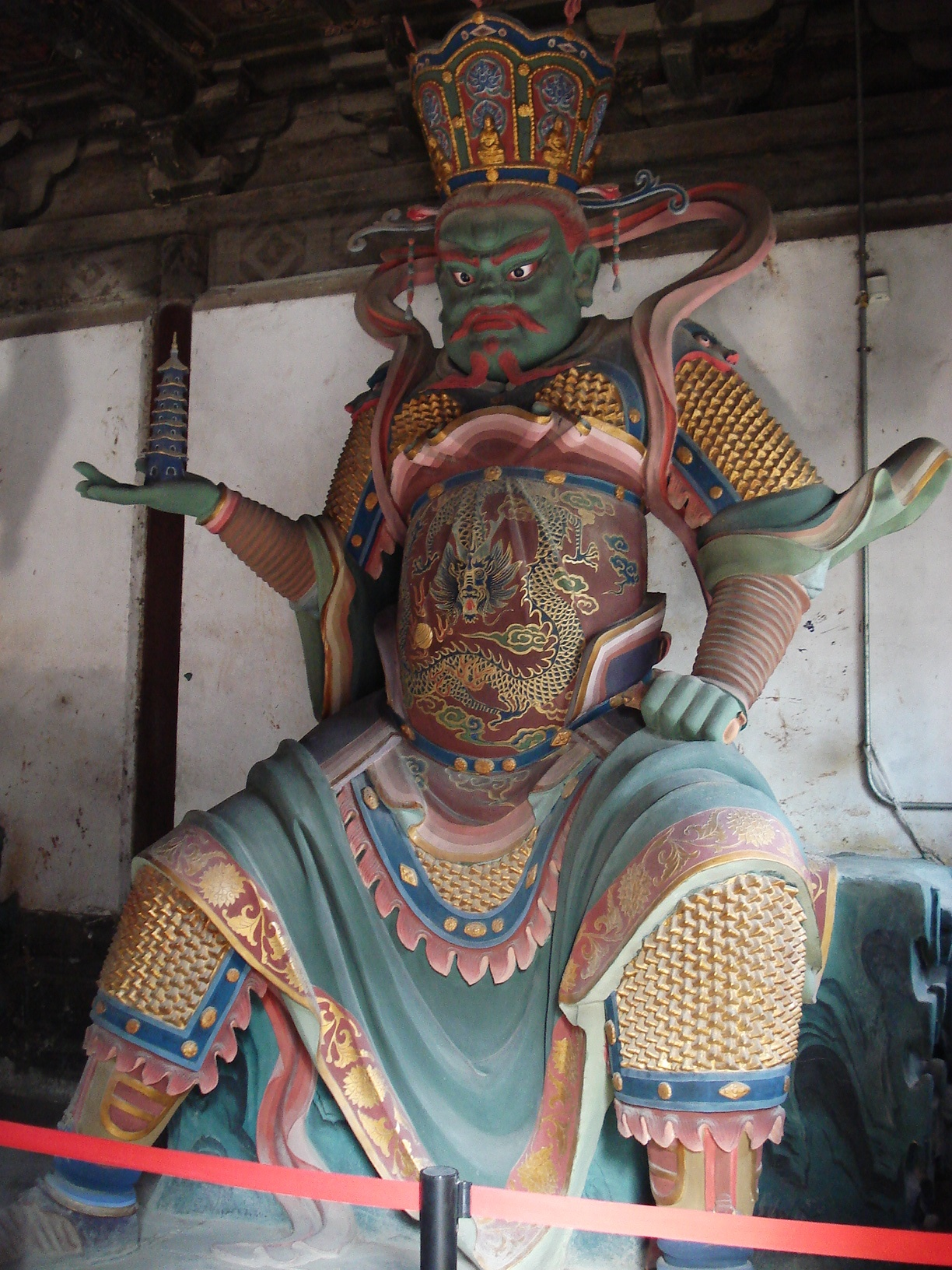
北方多闻天王

- 北京妙应寺中的四大天王塑像
- 東方持國天王
- 南方增長天王
- 西方廣目天王
- 北方多聞天王

- 汕头青云禅寺中的四大天王塑像
- 东方持国天王
- 南方增长天王
- 西方广目天王
- 北方多闻天王

- 香港西方寺中的四大天王塑像
- 東方持國天王
- 南方增長天王
- 西方廣目天王
- 北方多聞天王

- 日本時光寺中的四天王塑像
- 東方持國天王
- 南方增長天王
- 西方廣目天王
- 北方多聞天王

韓国梵魚寺、修徳寺中的四天王塑像
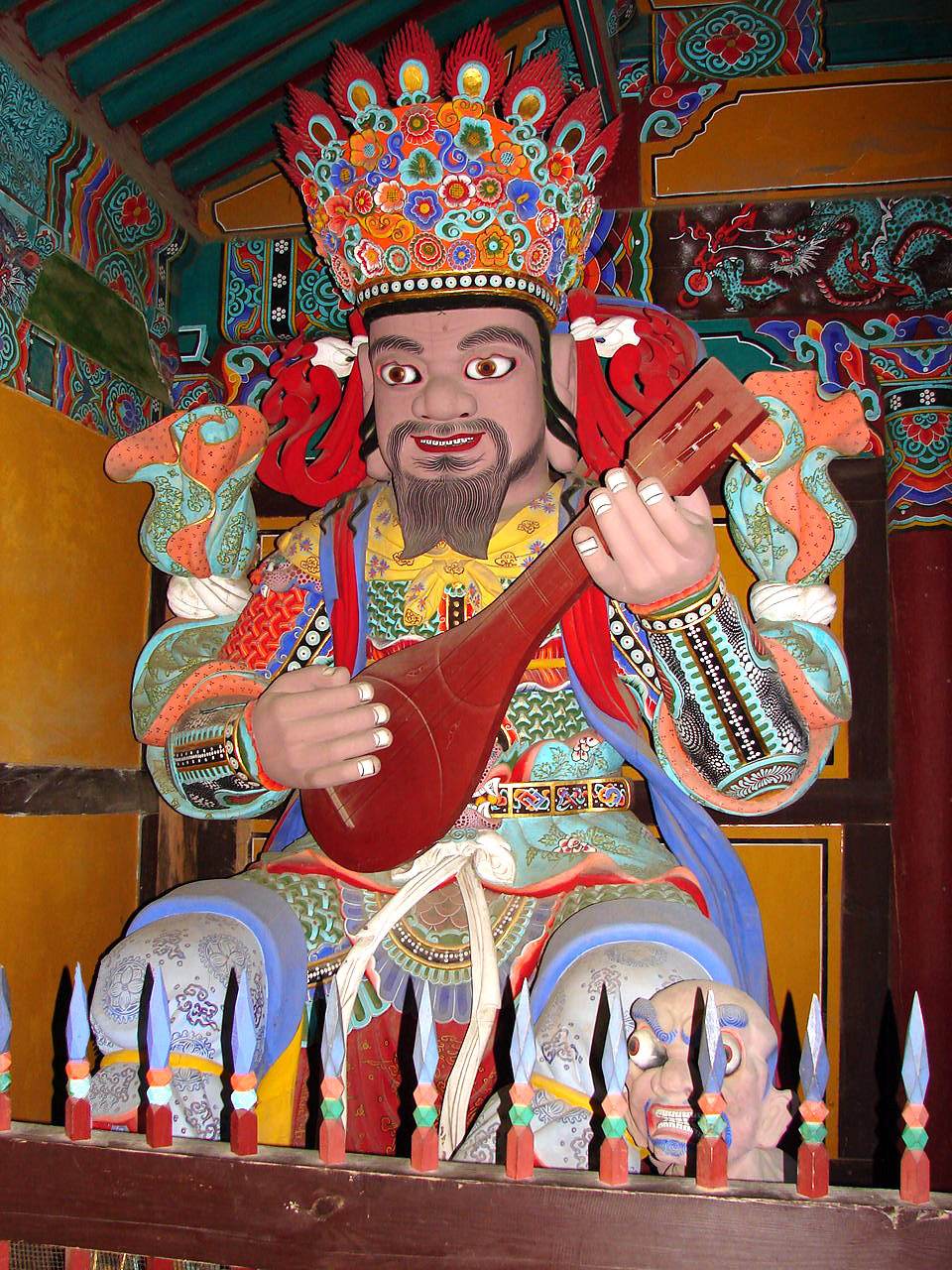
東方持国天王
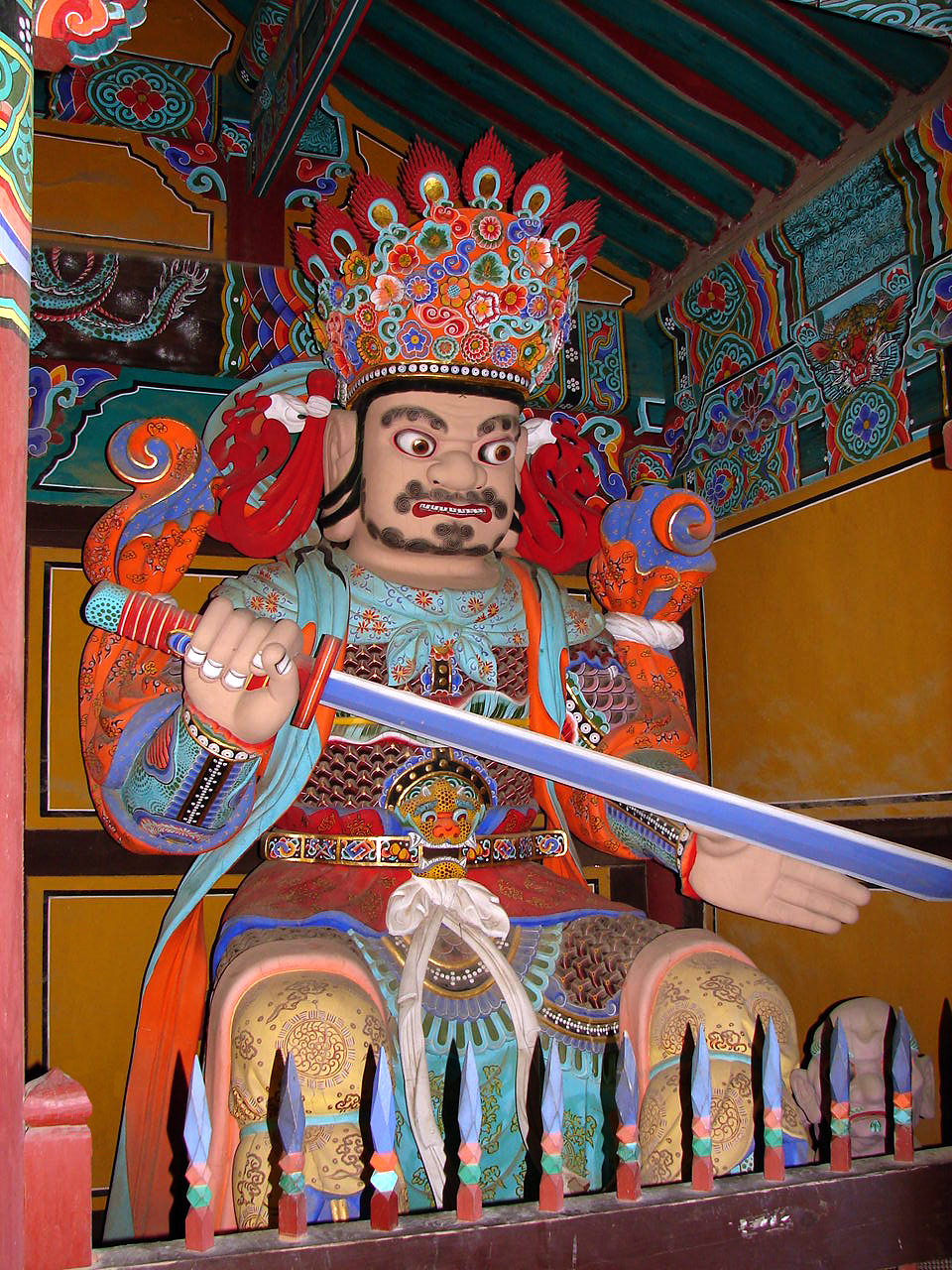
南方増長天王
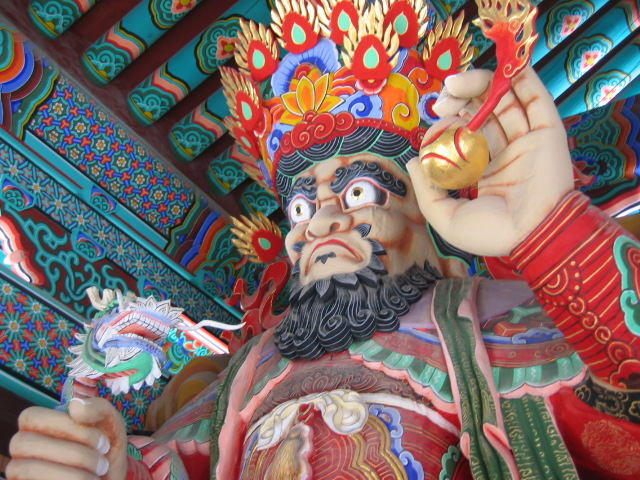
西方廣目天王
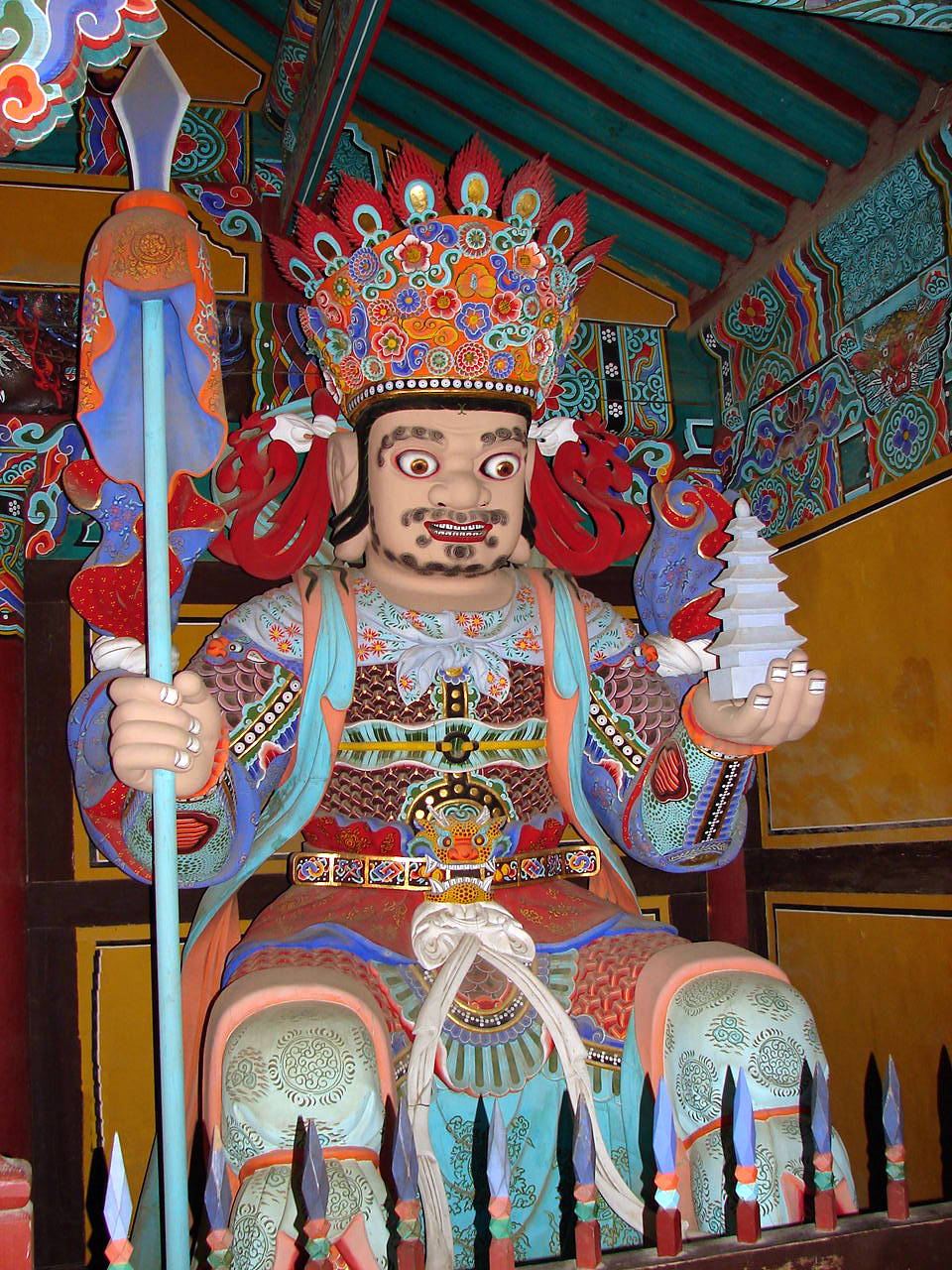
北方多聞天王